# 朱利亚娜·米努佐
朱利亚娜·米努佐（義大利語：Giuliana Minuzzo，1931年11月26日—2020年11月11日），意大利女子高山滑雪运动员。她曾代表意大利参加1952年、1956年和1960年冬季奥林匹克运动会高山滑雪比赛，获得一枚铜牌。

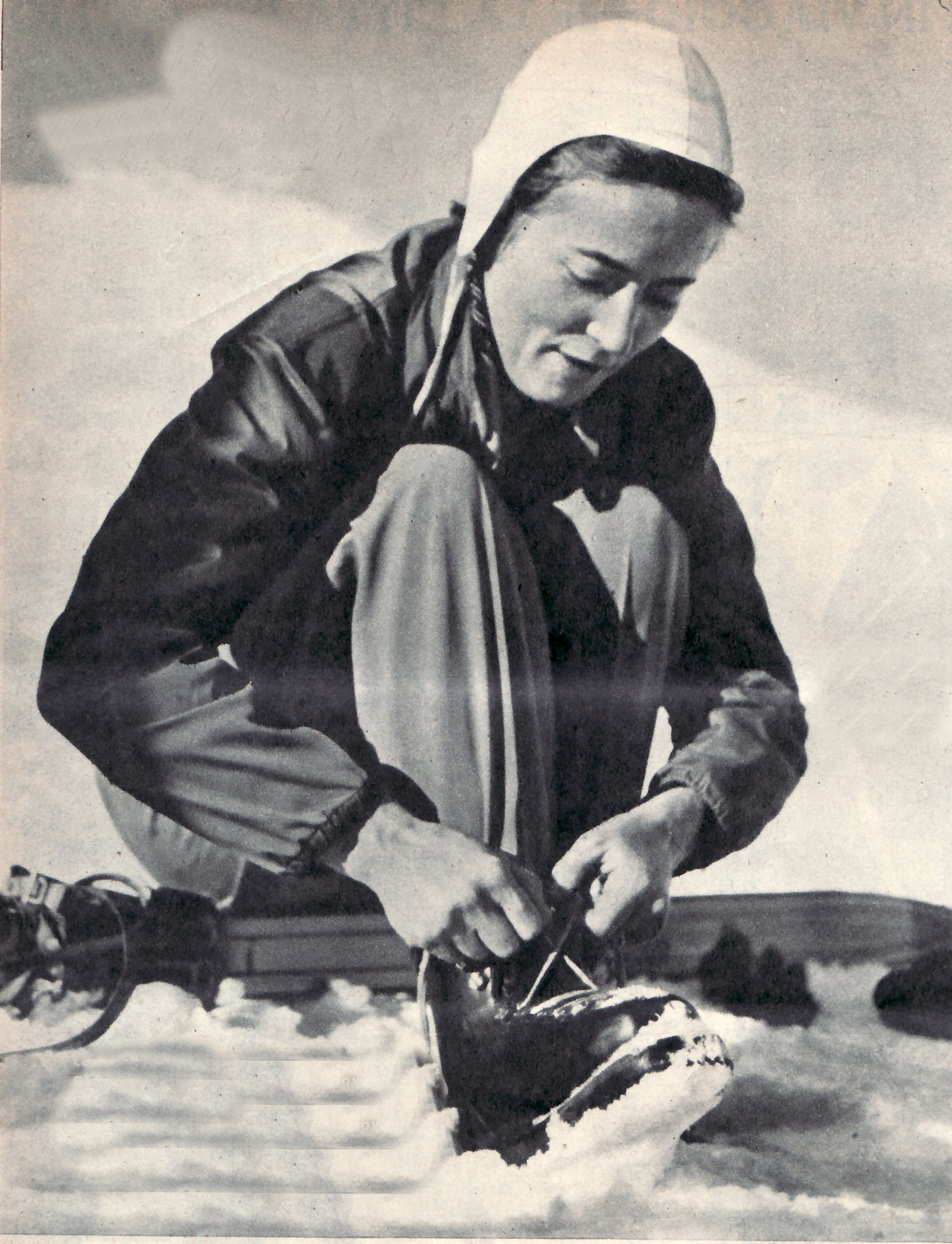
Giuliana_Minuzzo_1955